# Lillsjön (Flo socken, Västergötland)
Lillsjön är en sjö i Grästorps kommun i Västergötland och ingår i Göta älvs huvudavrinningsområde.